# Aptit
Aptit är människors och djurs psykiska behov av att äta.
Aptit sammanfaller ofta, men inte alltid, med hunger.
Aptiten kan öka, vilket innebär att man har ett ökat matbegär. Detta kan, men behöver inte, vara ett tecken på ett sjukdomstillstånd. Det kan till exempel röra sig om ett mentalt tillstånd eller endokrina körtlar. En ökad aptit kan antingen komma och gå eller vara bestående under en längre tid. En ökning av aptiten behöver inte medföra en viktuppgång.
En minskad aptit innebär istället att begäret att öka matintaget har minskat. Det medicinska begrepp som beskriver en avsaknad av aptit är anorexi. I princip alla sjukdomar kan leda till minskad aptit. Om sjukdomen går att bota, bör aptiten återgå till det normala efter att tillståndet har behandlats.